# 尾腔綱
尾腔亞綱（亦作）是動物界軟體動物門之下無板綱下的一個亞綱。

## 解剖
尾腔綱物種有細小（1-30 mm）的體型，是一类主要在深海生活的軟體動物。這些動物的身體就像蟲子，沒有外殻、骨板或肉足之類具特徵的身體部份，只是有鱗片或鈣質的骨片，以幫助移動。

## 生態
尾腔綱物種通過在軟泥沙挖掘出洞穴而在裡面居住，進食時會垂直躺在沉積物中只露出口器，吞吃在附近通過的有機碎屑。在有性生殖過程中，雌性產卵受精和育卵，直至幼蟲時就可自由游動。

### 食性
本綱物種以有孔蟲（foramanifera）為食。

## 分類
本綱物種過往常與溝腹綱（Solenogastres）合稱為无板纲（Aplacophora），但有其他文獻指無板綱乃並系群。
過往當生物分類學純綷以形態學為分類準則之時，無板綱物種曾被以為跟海參同類，這一點可在1987年之前的分類中看見。從1987年起，無板綱得到確認為軟體動物門一個獨立的綱。當時的无板纲由兩個群組成，分別為：
- 溝腹亞綱（Solenogastres）：亦作新月贝目，WoRMS把本分類提至綱級[5][6]。
- 尾腔亞綱（Caudofoveata）：亦作毛皮贝目，同樣地WoRMS亦把本分類提至綱級[7]

這兩個群最初以為只是並系群，但近年的分子數據支持兩個群是單系群的論說。而從分子數據及化石的分析，無板綱很大可能是從多板纲演化，只是後來這些「板」都退化了。後來溝腹亞綱和尾腔亞綱都升格至綱級。
現時本綱包括六個科、15個屬、約150個物種，分別如下：
- Chaetodermatidae Théel, 1875[13]
  - Caudofoveatus D. Ivanov, 1981：WoRMS認為本屬是Chaetoderma的異名[14]。
  - Chaetoderma
- Falcidentidae：WoRMS認為本科是Chaetodermatidae的異名[7]。
  - Falcidens
  - Furcillidens
  - Lepoderma：WoRMS認為本屬是Falcidens的異名[13]。
- Limifossoridae
  - Limifossor
- Metachaetodermatidae
  - Metachaetoderma
- Prochaetodermatidae
  - Chevroderma
  - Claviderma
  - Lonchoderma
  - Niteomica
  - Prochaetoderma
  - Spathoderma
- Scutopodidae
  - Psilodens
  - Scutopus